# 454 Матезіс
454 Матезіс (454 Mathesis) — астероїд головного поясу, відкритий 28 березня 1900 року Фрідріхом Швассманом у Гейдельберзі.